# Matthias Knoop

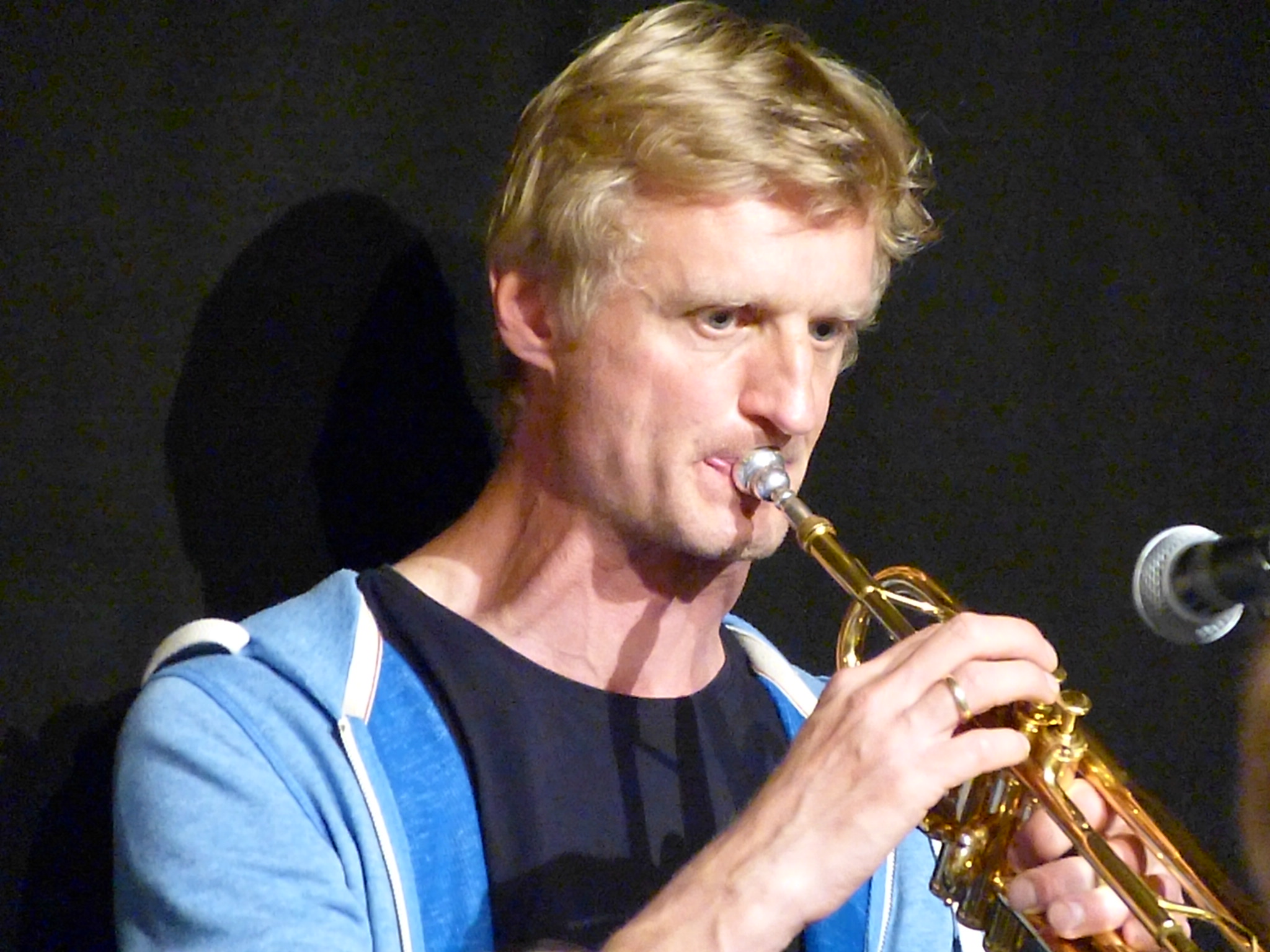
Matthias Knoop (2019)

Matthias Knoop (* 22. November 1974 in Nürnberg) ist ein deutscher Jazzmusiker (Trompete, Flügelhorn).

## Wirken
Knoop studierte zwischen 1995 und 2000 Jazz-Trompete an der Musikhochschule Nürnberg bei Axel Beineke, um als Diplom-Musiklehrer zu absolvieren. Dann folgte bis zum Abschluss 2003 ein künstlerisches Studium an der Hochschule für Musik und Tanz Köln bei Andy Haderer. Weiterhin erhielt er Unterricht bei Bobby Shew, Steve Waterman und Rüdiger Baldauf. Während seines Studiums war er Mitglied im LandesJugendJazzOrchester Bayern unter Harald Rüschenbaum (1996–2001) und im Bundesjazzorchester unter Peter Herbolzheimer (1998–2002).
2002 gründete er sein Matthias Knoop Sextett. Mit der 2003 gebildeten Formation Oktoposse veröffentlichte er drei Alben und gewann 2005 Preise beim Festival Jazz an der Donau und beim Jazzwettbewerb von Granada. Zudem gehört er dem Cologne Contemporary Jazz Orchestra an, mit dem er auch mehrere CD-Produktionen veröffentlichte. Seit 2006 war er festes Mitglied der Soulformation Die Komm’ mit Mann!s. 2009 gründete er das Jazz-Quintetts Flobomat5 und (gemeinsam mit seiner Frau, der Trompeterin Suanne Knoop) das Jazz-Klassik-Crossover-Ensemble Paarungszeit. Außerdem arbeitete und tourte er mit der WDR Big Band, Marla Glen, dem Sunday Night Orchestra, Willy Ketzer, Al Porcino, Markus Stockhausen, Ack van Rooyen, dem Helios Ensemble, Pepe Lienhard, Paul Kuhn und Trovači. Er ist auch auf Alben von Frederik Köster, David Plate, Adrienne Haan, Caroline Thon und Maxime Bender zu hören. Zudem war er an Fernseh- und Rundfunk-Produktionen zahlreicher Sender beteiligt.

## Diskographische Hinweise
- Matthias Schriefl Shreefpunk plus Big Band Europa (Resonando/exando music 2017)
- Cologne Contemporary Jazz Orchestra Plays Slayer (Phonector 2012)
- Oktoposse Blues Lee (Konnex Records 2009, mit Stefan Schultze, Achim Schröter, Peter Ehwald, Benjamin Degen, Martin Schulte, Peter Schwebs, Hermann Heidenreich)
- Oktoposse Possenballett (Double Moon Records, 2005)